# Cho thuê sinh thái
Cho thuê sinh thái là một hệ thống trong đó hàng hóa (chủ yếu từ chu trình kỹ thuật, ví dụ như thiết bị,...) được thuê cho khách hàng trong một khoảng thời gian nhất định sau đó anh ta trả lại hàng để công ty sản xuất có thể tái chế nguyên liệu.

## Thuật ngữ
Thuật ngữ cho thuê sinh thái đã được William McDonough và Michael Braungart sử dụng trong cuốn sách Cradle_to_Cradle: Remake the Way We Make Things. Nó được sử dụng để phân biệt với cho thuê thông thường ở chỗ:
- Hoạt động tương tự như mua hàng hóa thông thường, vì vậy không yêu cầu phải ký hợp đồng như với cho thuê
- nó được thực hiện với các thiết bị và các sản phẩm khác được sử dụng cho hộ gia đình, thay vì bằng đất hoặc các sản phẩm rất đắt tiền (ô tô,...)
- khoảng thời gian sản phẩm được thuê sẽ tương đương với tuổi thọ của sản phẩm, vì vậy chỉ có thể được thuê một lần trước khi công ty lấy lại để lấy lại nguyên liệu (và tạo ra một sản phẩm khác với nó)

## Ví dụ
Ví dụ, có thể được thực hiện với TV. Thay vì người tiêu dùng mua TV, bằng cách phát hành nó, anh ta có quyền nói 10 000 giờ dịch vụ. Sau này, anh có thể gửi TV trở lại công ty.

## Ưu điểm
- Vì các vật liệu được thu hồi, ít hoặc không có vật liệu cuối cùng nằm trong các bãi chôn lấp, hoặc yêu cầu các hình thức xử lý chất thải khác. Như vậy, nó là khá môi trường.
- Vật liệu được thu hồi bằng cách công ty có thể tạo ra các sản phẩm mới, vì vậy chi phí vật liệu cho sản phẩm mới này thấp hơn nhiều cho công ty.
- Vì các sản phẩm mới có thể được sản xuất với chi phí thấp hơn, giá bán của các sản phẩm này cũng có thể tương đối thấp hơn so với các sản phẩm tương tự do đối thủ cạnh tranh (nếu họ sử dụng hệ thống mua hàng hóa)